# João Carlos Batista Pinheiro
João Carlos Batista Pinheiro (* 13. Januar 1932 in Campos dos Goytacazes; † 30. August 2011 in Rio de Janeiro) war ein brasilianischer Fußballspieler. Hauptsächlich spielte er für den Verein Fluminense Rio de Janeiro und für die brasilianische Nationalmannschaft.

## Karriere
Nach kurzer Zeit beim Verein Americano FC (RJ) wechselte Pinheiro 1948 zu Fluminense Rio de Janeiro, wo er den größten Teil seiner Karriere verbrachte. Dort wurde er schnell Stammspieler und gewann 1951 die Staatsmeisterschaft von Rio de Janeiro. Ein Jahr später gewann er den Copa Rio. Nachdem er 1957 mit seinem Team das Torneio Rio-São Paulo gewinnen konnte, gewann er 1959 nochmal die Staatsmeisterschaft von Rio de Janeiro. Ein Jahr später war er nochmal beim Torneio Rio-São Paulo erfolgreich. Mit der Nationalmannschaft gewann er 1952 die Panamerikanische Fußballmeisterschaft und nahm an der Fußballweltmeisterschaft 1954 teil.
Nach Ende seiner Spielerlaufbahn war er auch als Trainer aktiv. Den Cruzeiro Belo Horizonte führte er 1993 zum Pokalsieg.

## Erfolge

### Als Spieler
Fluminense
- Staatsmeisterschaft von Rio de Janeiro: 1951, 1959
- Copa Rio: 1952
- Torneio Rio-São Paulo: 1957, 1960

Nationalmannschaft
- Panamerikanische Fußballmeisterschaft: 1952

### Als Trainer
Cruzeiro
- Copa do Brasil:  1993